# Agrotis praeocupata
Agrotis praeocupata là một loài bướm đêm trong họ Noctuidae.